# 中山紀念公園體育館

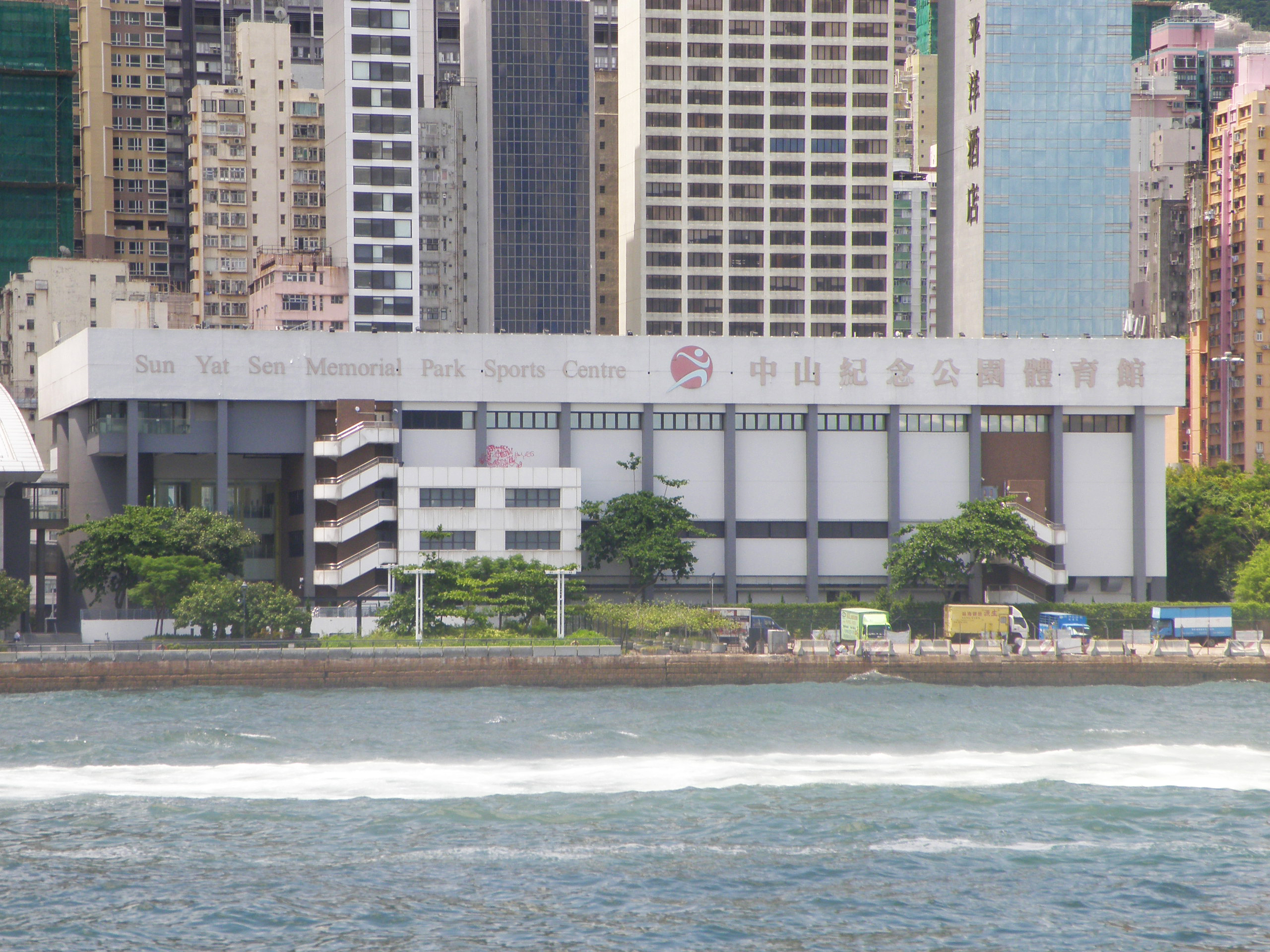
中山紀念公園體育館外貌

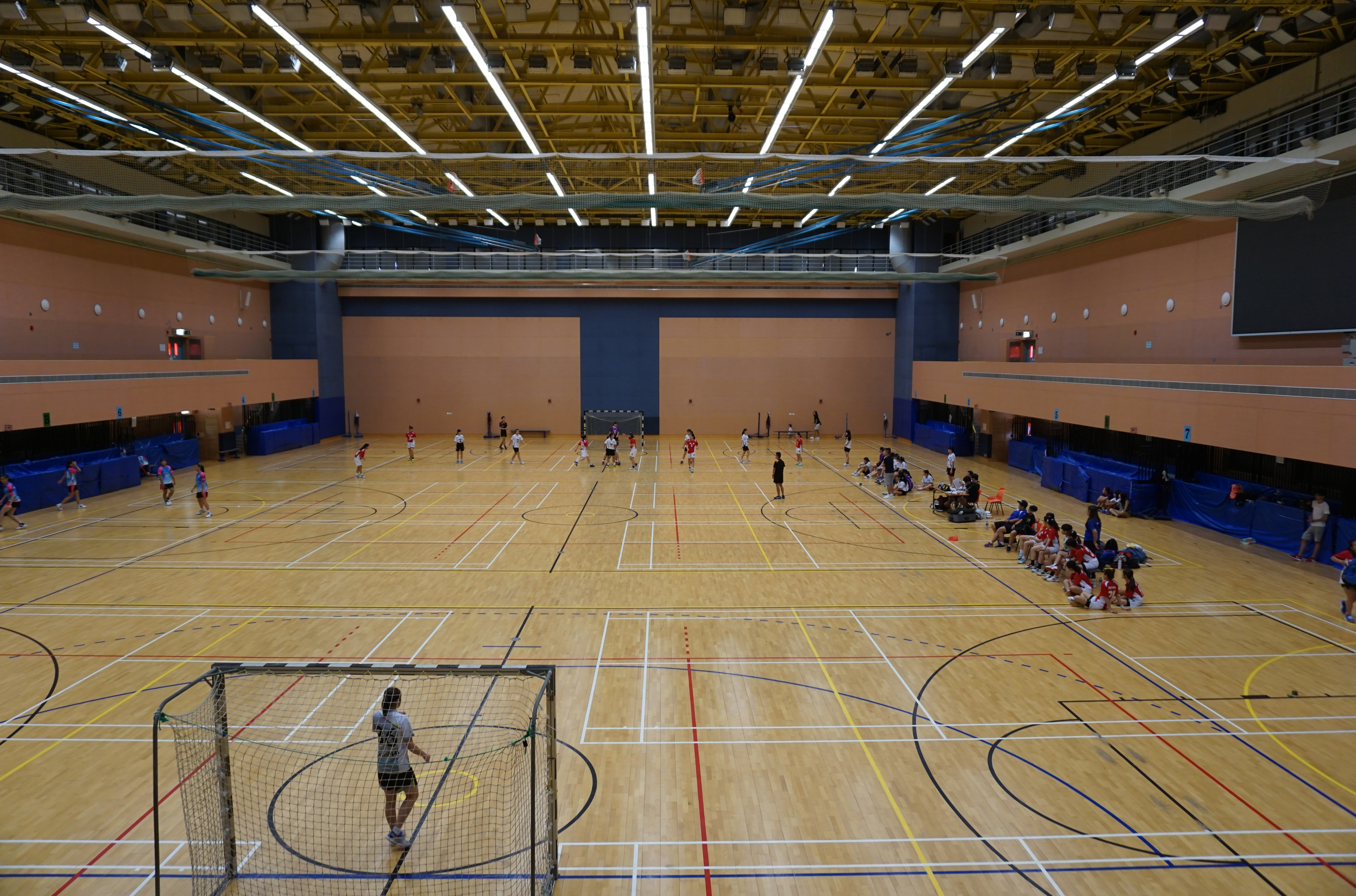
中山紀念公園體育館主場館

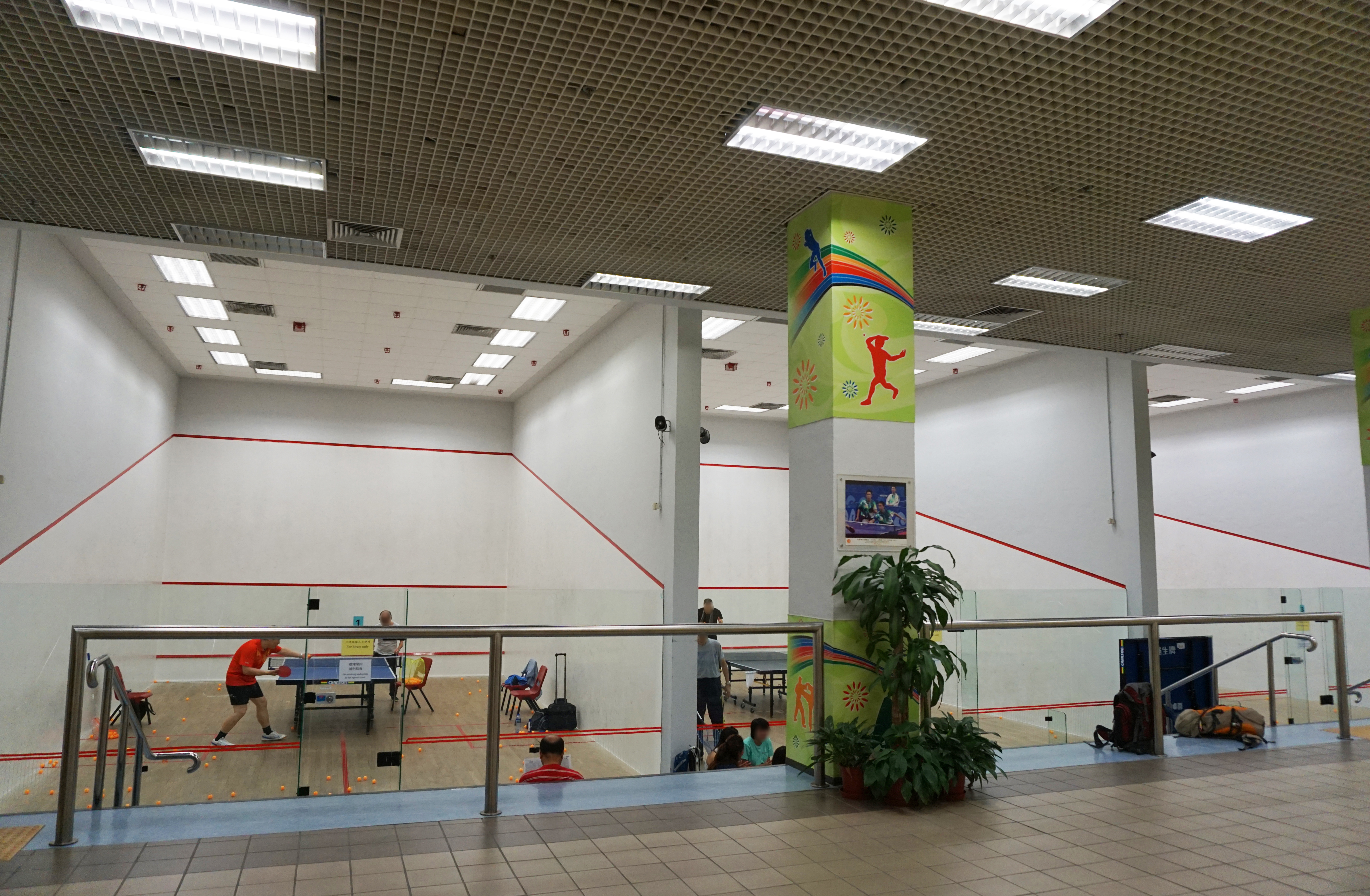
中山紀念公園體育館乒乓球室

中山紀念公園體育館（英語：Sun Yat Sen Memorial Park Sports Centre）原名西區公園體育館，是香港香港島西營盤填海區上的一座體育館，屬康樂及文化事務署管理，於1995年5月22日啟用。位於東邊街北18號（鄰近干諾道西，西區海底隧道出口），鄰近中山紀念公園。

## 歷史及事件

### 翻新工程
體育館使用率一直達到標準。面對附近會成為游泳場地的挑戰，加上內外需要進行美化工程。故此，體育館於2008年5月至12月進行翻新工程。體育館同時為2009年東亞運動會賽場之一，用作舉行武術項目。

### 被徵作檢測實驗室 引起社區不滿

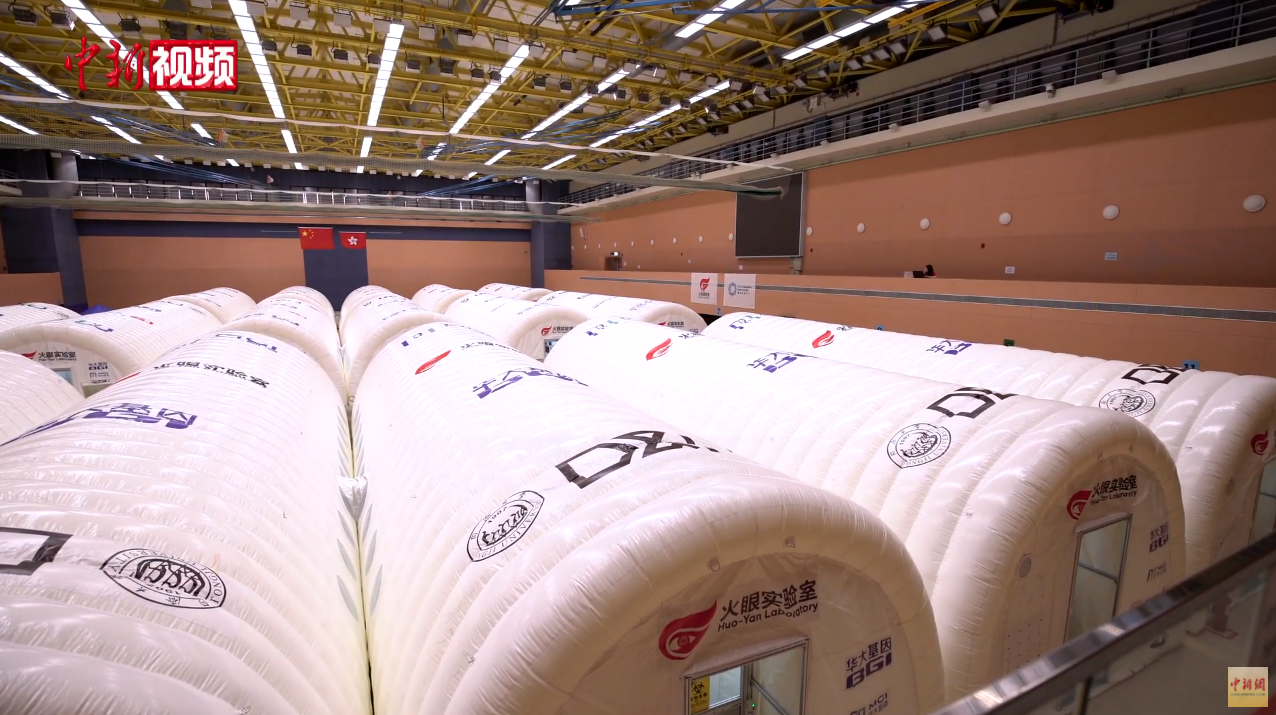
體育館在2020年年中被徵作華大「火眼實驗室」

2020年8月6日深夜，多間媒體拍攝到掛上提供檢測服務的內地公司華大基因「火眼實驗室援港物資」橫額的大型貨車，運送一批物資到體育館外，期間有多名內地人員和警員戒備。現場擺放了最少14個木箱，其中部分貼有「微電腦連鎖傳遞窗」、「氣膜帳篷」、「光交互智能前門」。
8月7日早上，多名中西區區議員到中山紀念公園體育館外視察，並舉行特別會議，要求當局解釋為何在沒經區議會諮詢下使用體育館作其他用途。逾50名警員以涉嫌違反「限聚令」票控多名議員，葉錦龍、黃永志、許智峯、彭家浩及梁晃維撕毀告票後離開。不過很快被警員包圍和截停，稱他們撕毁政府財物，需負法律責任。而「大波Man」石房有也有到場，用手機拍攝指罵多名議員，其後離開。到下午，行政長官林鄭月娥宣布將加強社區檢測，在體育館設置「火眼實驗室」。中西區區議會主席鄭麗琼批評政府事前沒有諮詢地區意見，也極不尊重並矮化區議會功能，做法等同「佔領體育館」及「先斬後奏」，對政府的決定感到非常失望。
8月16日中午，多名區議員到體育館外示威，反對政府推行健康碼，以及在没有招标的情况下，私下指定中資公司為香港市民做病毒檢測，不但利益输送，而且罔顾市民个人资料安全和检测安全。不过就遭到警方警告指違反限聚令並作出票控。2021年4月23日，葉錦龍、黃永志、彭家浩及梁晃維4人於預審前承認各一項「參與受禁群組聚集」傳票控罪，各被罰7000元。東區裁判法院主任裁判官羅德泉指他們4人已經在中山公園工作，形容他們之後站在一起接受訪問是一時大意，與他人在酒樓吃飯時違反限聚令無異。鄭麗琼則否認控罪，案件排期8月30日開審。

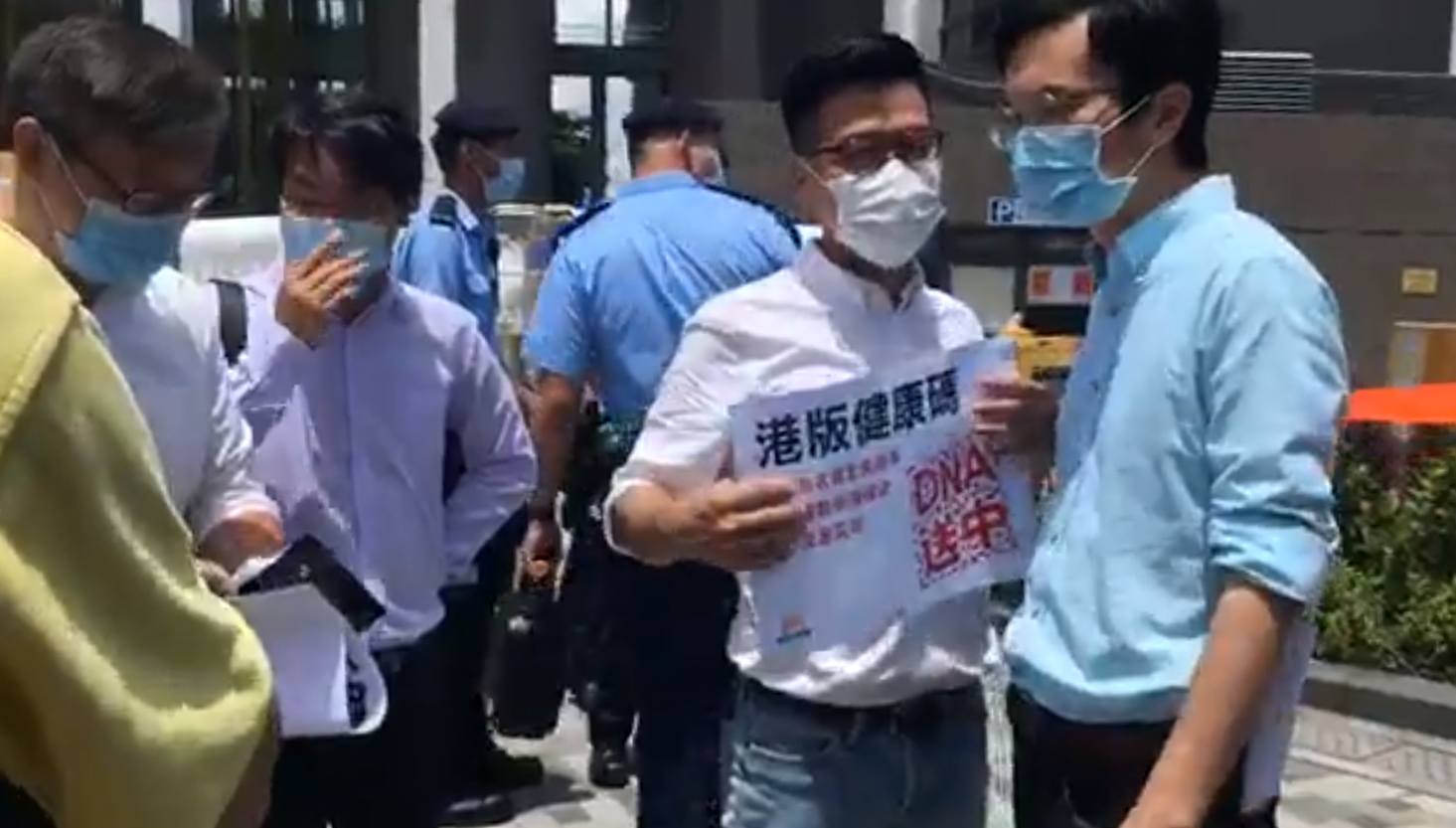
8月16日，范國威等多名區議員指全民檢測成效存疑，反對健康碼和私家醫生為中資公司取樣本，到中山紀念公園體育館請願
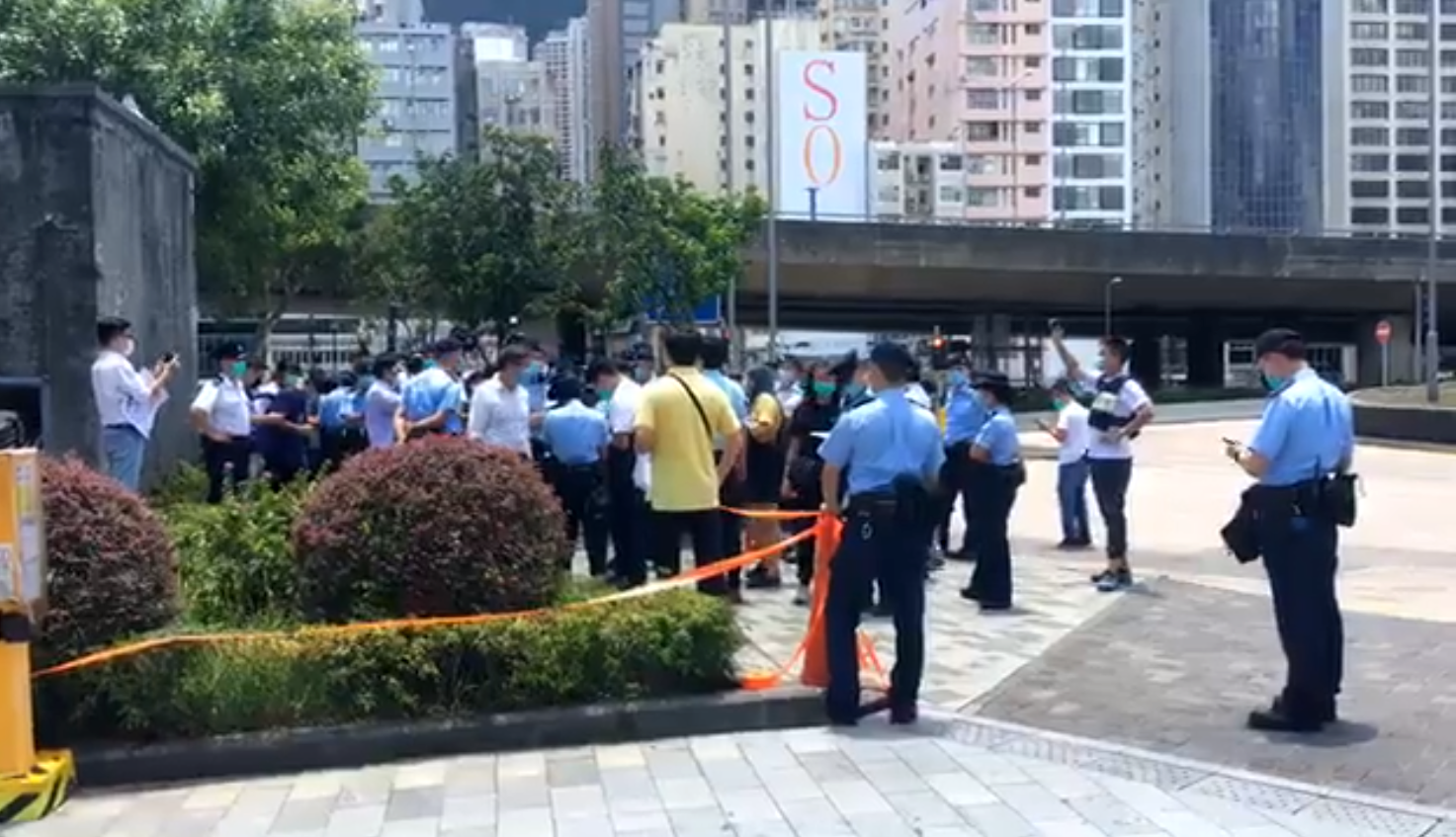
警員包圍多名區議員
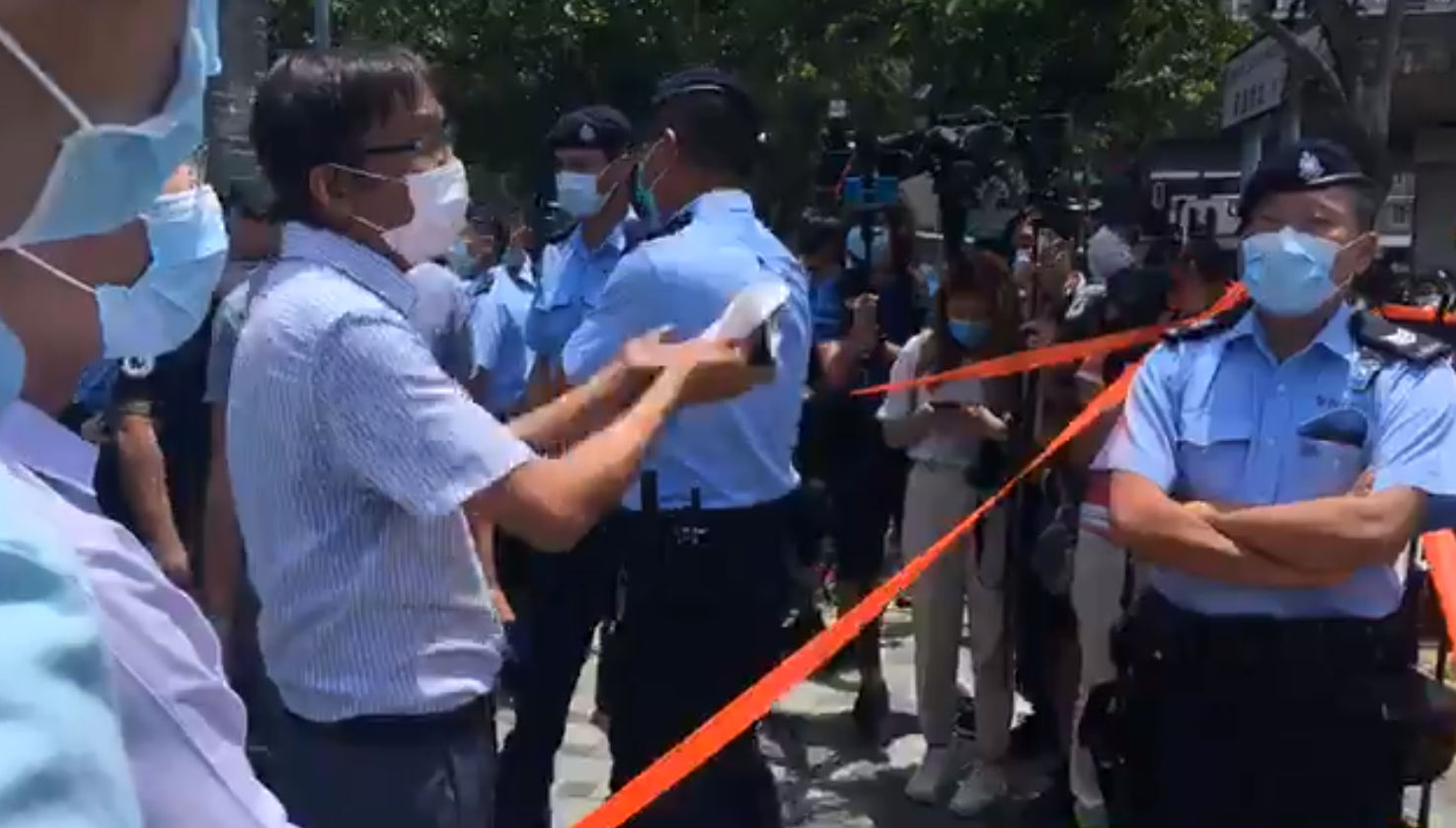
警員向荃灣區議會譚凱邦發出違反限聚令告票
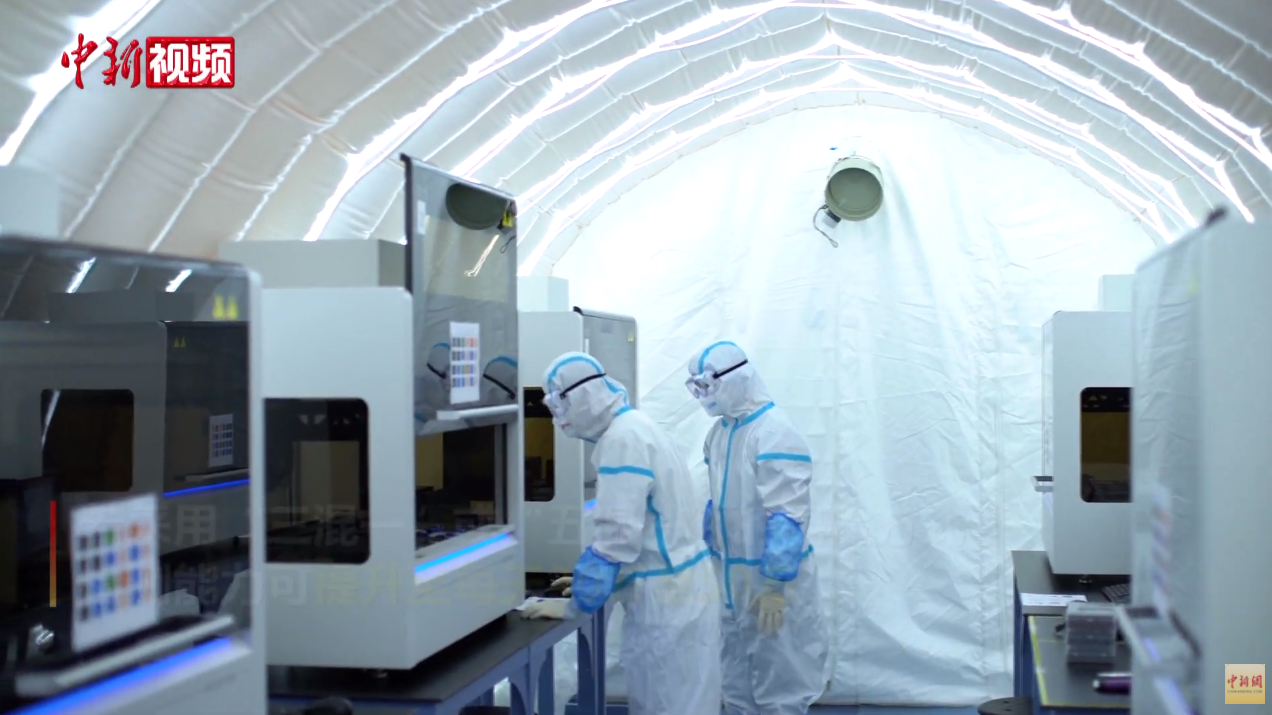
火眼實驗室內貌

### 作防疫用途而關閉
體育館在2020年先后曾被用作檢測實驗室和社區疫苗接種中心，到2022年11月重新向公眾開放。不過到同年12月23日，康文署宣布體育館將由12月30日起暫停開放，以作防疫用途。受影響的租用人可向康文署提交退款申請。

## 設施
- 多用途運動場
- 健身室
- 兒童遊戲室
- 舞蹈室
- 乒乓球場

## 站外鏈結
- 康文署：中山紀念公園體育館